# 成憲
成憲（1539年—？），字君廸，號監吾，直隸薊州衛人，明朝政治人物。嘉靖末進士。隆慶間，任朝鮮冊封使。累官國子監祭酒。

## 生平
順天府鄉試第一百名。嘉靖四十四年（1565年）乙丑科進士，吏部观政，授庶吉士。隆慶元年三月授本院检讨，二年（1568年），奉命出使朝鮮，冊封國王李昖。萬曆二年（1574年）七月升翰林院编修，四年三月降职为隰州判官，五年八月升潞安府推官，六年十二月升南户部主事，八年十二月升郎中，十年十一月升陕西提学副使，給假。十五年十一月復除潞安兵备道副使，十六年十月改山西提学，十七年二月升山东参政，六月丁内艰。十九年十一月補山东，二十一年升南太仆寺少卿，二十二年改太常寺少卿，本年升國子監祭酒，准許养病。二十九年十月起南京国子监祭酒。晚年優遊林下，捐資重修鼓楼，並周濟貧士數十人。

## 家族
曾祖成鵬，百戶贈都督同知；祖父成用，百戶封都督同知；父成勳，都督同知鎮守總兵官贈特进。嫡母黃氏（累封一品夫人）；生母楊氏。兄成恩（监生）。